# Masters de tennis masculin
Pour l'épreuve WTA, voir Masters de tennis féminin
Le tournoi des ATP Finals, anciennement appelé Masters (ce nom restant utilisé dans les médias et le langage courant), est un tournoi de tennis fondé en 1970, traditionnellement le dernier de la saison ATP.
Considéré comme le tournoi le plus prestigieux après les quatre rendez-vous du Grand Chelem, il oppose chaque fin d'année les huit meilleurs joueurs du monde lors d'un seul tournoi (d'où ses appellations de « Tournoi des maîtres » et de « Masters »). La plupart des grands champions de tennis s'y sont illustrés. Avec les quatre levées du Grand Chelem, les Jeux olympiques et la Coupe Davis, il est considéré comme un des tournois majeurs du tennis, le seul joué régulièrement en intérieur (dur indoor).
Depuis 2022, la prime remportée par le vainqueur du Masters est la plus élevée au monde, bien supérieure aux gains remportés pour une victoire dans un tournoi du Grand Chelem.
Un Masters de double a été créé en 1975. Il est joué en mêmes temps et lieu que le simple de 1978 à 1989 et depuis 2002. À partir de 2017, se disputent par ailleurs les Next Gen ATP Finals, un tournoi réunissant les huit meilleurs espoirs du tennis mondial (21 ans et moins).
Novak Djokovic détient le record de 7 titres remportés en simple dans le tournoi.
Après 12 éditions à l'O2 Arena de Londres, la compétition se déroule depuis l'édition 2021 au Pala Alpitour de Turin.

## Historique des appellations officielles
- Masters Grand Prix de 1970 à 1989
- ATP Tour World Championships de 1990 à 1999
- Tennis Masters Cup de 2000 à 2008
- ATP World Tour Finals de 2009 à 2016
- ATP Finals depuis 2017[2]

## Historique des lieux
| Pays        | Ville     | Année(s)  | Surface         | Stade                        | Capacité |
| ----------- | --------- | --------- | --------------- | ---------------------------- | -------- |
| Japon       | Tokyo     | 1970      | Moquette (int.) | Tokyo Metropolitan Gymnasium | 6 500    |
| France      | Paris     | 1971      | Moquette (int.) | Stade Pierre-de-Coubertin    | 5 000    |
| Espagne     | Barcelone | 1972      | Moquette (int.) | Palau Blaugrana              | 5 700    |
| États-Unis  | Boston    | 1973      | Moquette (int.) | Boston Garden                | 14 900   |
| Australie   | Melbourne | 1974      | Gazon           | Kooyong Stadium              | 8 500    |
| Suède       | Stockholm | 1975      | Dur (int.)      | Kungliga tennishallen        | 6 000    |
| États-Unis  | Houston   | 1976      | Moquette (int.) | The Summit                   | 16 300   |
| États-Unis  | New York  | 1977-1989 | Moquette (int.) | Madison Square Garden        | 18 000   |
| Allemagne   | Francfort | 1990-1995 | Moquette (int.) | Festhalle                    | 12 000   |
| Allemagne   | Hanovre   | 1996      | Moquette (int.) | Messegelände Hannover        | 15 000   |
| Allemagne   | Hanovre   | 1997-1999 | Dur (int.)      | Messegelände Hannover        | 15 000   |
| Portugal    | Lisbonne  | 2000      | Dur (int.)      | Pavilhão Atlântico           | 12 000   |
| Australie   | Sydney    | 2001      | Dur (int.)      | Acer Arena                   | 17 500   |
| Chine       | Shanghai  | 2002      | Dur (int.)      | SNIEC                        | 10 000   |
| États-Unis  | Houston   | 2003-2004 | Dur             | Westside Tennis Club         | 5 240    |
| Chine       | Shanghai  | 2005      | Moquette (int.) | Qizhong City Arena           | 15 000   |
| Chine       | Shanghai  | 2006-2008 | Dur (int.)      | Qizhong City Arena           | 15 000   |
| Royaume-Uni | Londres   | 2009-2020 | Dur (int.)      | O2 Arena                     | 17 500   |
| Italie      | Turin     | 2021-2025 | Dur (int.)      | Pala Alpitour                | 16 600   |

## Règles

### Qualification
Au lendemain du dernier tournoi ATP précédant le Masters, sont qualifiés pour l'événement les huit joueurs ayant accumulé le plus de points durant l'année en cours. Si un vainqueur de Grand Chelem figure entre la neuvième et la vingtième place au classement, il prend la place du joueur qualifié en huitième position.

### Déroulement
Huit joueurs sont répartis dans deux poules de quatre joueurs en fonction de leur classement. Les deux premiers de chaque groupe sont qualifiés pour les demi-finales où le premier du groupe A affronte le deuxième du groupe B et le premier du groupe B affronte le deuxième du groupe A. Les joueurs sont départagés par le nombre de matchs gagnés, le nombre de matchs joués, puis la confrontation directe s'ils sont deux à égalité. Si trois joueurs sont à égalité, ils sont départagés comme suit : le nombre de matchs joués (voir l'édition 1998, groupe Blanc) et ensuite la confrontation directe entre les deux joueurs restants ; si les trois joueurs ont joué le même nombre de matchs, ils se départagent selon leur ratio de sets gagnés par rapport aux sets perdus, si parmi les trois deux joueurs ont le même ratio ils se départagent selon leur confrontation directe. Si les trois joueurs ont le même ratio de sets gagnés, le joueur qualifié est celui qui possède le meilleur ratio de jeux gagnés par rapport aux jeux perdus, si parmi les trois deux joueurs ont le même ratio de jeux ils se départagent selon leur confrontation directe. Un joueur peut se qualifier en n'ayant qu'une seule victoire pour deux défaites (voir l'édition 2006, groupe Rouge).

### Formules
Les deux premières éditions, se déroulent sous la forme d'un championnat ou tournoi toutes rondes au cours duquel tous les participants (six en 1970, sept en 1971) s'affrontent successivement. Dès la troisième édition, en 1972, apparaît le format hybride utilisé de nos jours : les huit participants sont répartis en deux poules de quatre ; les deux premiers de chaque poule s'affrontent dans des demi-finales croisées — le vainqueur d'une poule affronte le deuxième de l'autre — puis les vainqueurs des demi-finales se disputent le titre. En 1982, l'ATP établit un troisième format de compétition qui réunit douze participants puis seize lors du Masters 1985 dans un tableau à élimination directe. Lors de l'édition suivante, la formule actuelle revient au programme et n'en bougera plus, hormis une variante testée lors du Masters 1987 où les adversaires des premiers de chaque poule furent tirés au sort parmi les deux deuxièmes, faisant se rencontrer de nouveau des joueurs s'étant affrontés en poule. Le simple et le double sont organisés au même endroit en 1970, 1975 à 1985 puis depuis 2003.
| Formule             | Joueurs | Détails                                        | Nombre de sets | Nombre de sets | Nombre de sets | Éditions | Éditions                                |
| Formule             | Joueurs | Détails                                        | Aut.           | DF             | F.             | Nb       | Années                                  |
| ------------------- | ------- | ---------------------------------------------- | -------------- | -------------- | -------------- | -------- | --------------------------------------- |
| Championnat         | 6       | -                                              | 2              | -              | -              | 1        | 1970                                    |
| Championnat         | 7       | -                                              | 2              | -              | -              | 1        | 1971                                    |
| Deux poules         | 8       | Demi-finales croisées                          | 2              | 3              | 3              | 5        | 1972-1976                               |
| Deux poules         | 8       | Demi-finales croisées                          | 2              | 2              | 2              | 18       | 1977-1979, 2004 et 2008-...             |
| Deux poules         | 8       | Demi-finales croisées                          | 2              | 2              | 3              | 11       | 1980-1981, 1986, 1988-2003 et 2005-2007 |
| Élimination directe | 12      | Les 4 mieux classés sont exemptés de 1er tour. | 2              | 2              | 3              | 3        | 1982-1984                               |
| Élimination directe | 16      | -                                              | 2              | 2              | 3              | 1        | 1985                                    |
| Deux poules         | 8       | Demi-finales non croisées                      | 2              | 2              | 3              | 1        | 1987                                    |

### Primes et points
Le Masters offre des points ATP depuis 1990 :
| Tour                             | Prime ((2024)) | Points |
| -------------------------------- | -------------- | ------ |
| Cumul pour le vainqueur invaincu | 4 881 500 $    | 1 500  |
| Pour la victoire en finale       | 2 237 200 $    | + 500  |
| Pour la victoire en demi-finale  | 1 123 400 $    | + 400  |
| Pour chaque match de poule gagné | 396 500 $      | + 200  |
| Pour chaque participant          | 331 000 $      | –      |
| Pour chaque remplaçant           | 155 000 $      | –      |

| Tour                             | Prime ((2024)) | Points |
| -------------------------------- | -------------- | ------ |
| Cumul pour l'équipe invaincue    | 959 300 $      | 1 500  |
| Pour la victoire en finale       | 356 800 $      | + 500  |
| Pour la victoire en demi-finale  | 178 500 $      | + 400  |
| Pour chaque match de poule gagné | 96 600 $       | + 200  |
| Pour chaque équipe participante  | 134 200 $      | –      |
| Pour chaque équipe remplaçante   | 51 700 $       | –      |

## Palmarès

### Simple
| No | Date       | Nom et lieu du tournoi                          | Catégorie | Dotation     | Surface         | Vainqueur          | Finaliste             | Score                       |         |
| -- | ---------- | ----------------------------------------------- | --------- | ------------ | --------------- | ------------------ | --------------------- | --------------------------- | ------- |
| 1  | 07-12-1970 | Pepsi-Cola Masters, Tokyo                       | Masters   | 45 500 $     | Moquette (int.) | Stan Smith         | Rod Laver             | 4-6, 6-3, 6-4               | Tableau |
| 2  | 06-12-1971 | Pepsi-Cola Masters, Paris                       | Masters   | 48 000 $     | Moquette (int.) | Ilie Năstase       | Stan Smith            | 5-7, 7-6, 6-3               | Tableau |
| 3  | 27-11-1972 | Commercial Union Assurance Masters, Barcelone   | Masters   | 55 000 $     | Moquette (int.) | Ilie Năstase       | Stan Smith            | 6-3, 6-2, 3-6, 2-6, 6-3     | Tableau |
| 4  | 03-12-1973 | Commercial Union Assurance Masters, Boston      | Masters   | 50 000 $     | Moquette (int.) | Ilie Năstase       | Tom Okker             | 6-3, 7-5, 4-6, 6-3          | Tableau |
| 5  | 09-12-1974 | Commercial Union Assurance Masters, Melbourne   | Masters   | 100 000 $    | Gazon (ext.)    | Guillermo Vilas    | Ilie Năstase          | 7-6, 6-2, 3-6, 3-6, 6-4     | Tableau |
| 6  | 01-12-1975 | Commercial Union Assurance Masters, Stockholm   | Masters   | 130 000 $    | Dur (int.)      | Ilie Năstase       | Björn Borg            | 6-2, 6-2, 6-1               | Tableau |
| 7  | 06-12-1976 | Commercial Union Assurance Masters, Houston     | Masters   | 130 000 $    | Moquette (int.) | Manuel Orantes     | Wojtek Fibak          | 5-7, 6-2, 0-6, 7-61, 6-1    | Tableau |
| 8  | 02-01-1978 | Colgate-Palmolive Masters, New York             | Masters   | 400 000 $    | Moquette (int.) | Jimmy Connors      | Björn Borg            | 6-4, 1-6, 6-4               | Tableau |
| 9  | 08-01-1979 | Colgate-Palmolive Masters, New York             | Masters   | 400 000 $    | Moquette (int.) | John McEnroe       | Arthur Ashe           | 65-7, 6-3, 7-5              | Tableau |
| 10 | 07-01-1980 | Colgate-Palmolive Masters, New York             | Masters   | 400 000 $    | Moquette (int.) | Björn Borg         | Vitas Gerulaitis      | 6-2, 6-2                    | Tableau |
| 11 | 12-01-1981 | Volvo Masters, New York                         | Masters   | 400 000 $    | Moquette (int.) | Björn Borg         | Ivan Lendl            | 6-4, 6-2, 6-2               | Tableau |
| 12 | 11-01-1982 | Volvo Masters, New York                         | Masters   | 400 000 $    | Moquette (int.) | Ivan Lendl         | Vitas Gerulaitis      | 65-7, 2-6, 7-66, 6-2, 6-4   | Tableau |
| 13 | 17-01-1983 | Volvo Masters, New York                         | Masters   | 400 000 $    | Moquette (int.) | Ivan Lendl         | John McEnroe          | 6-4, 6-4, 6-2               | Tableau |
| 14 | 09-01-1984 | Volvo Masters, New York                         | Masters   | 400 000 $    | Moquette (int.) | John McEnroe       | Ivan Lendl            | 6-3, 6-4, 6-4               | Tableau |
| 15 | 07-01-1985 | Volvo Masters, New York                         | Masters   | 400 000 $    | Moquette (int.) | John McEnroe       | Ivan Lendl            | 7-5, 6-0, 6-4               | Tableau |
| 16 | 13-01-1986 | Nabisco Masters, New York                       | Masters   | 400 000 $    | Moquette (int.) | Ivan Lendl         | Boris Becker          | 6-2, 7-64, 6-3              | Tableau |
| 17 | 01-12-1986 | Nabisco Masters, New York                       | Masters   | 500 000 $    | Moquette (int.) | Ivan Lendl         | Boris Becker          | 6-4, 6-4, 6-4               | Tableau |
| 18 | 30-11-1987 | Nabisco Masters, New York                       | Masters   | 500 000 $    | Moquette (int.) | Ivan Lendl         | Mats Wilander         | 6-2, 6-2, 6-3               | Tableau |
| 19 | 28-11-1988 | Nabisco Masters, New York                       | Masters   | 750 000 $    | Moquette (int.) | Boris Becker       | Ivan Lendl            | 5-7, 7-65, 3-6, 6-2, 7-65   | Tableau |
| 20 | 27-11-1989 | Nabisco Masters, New York (13)                  | Masters   | 750 000 $    | Moquette (int.) | Stefan Edberg      | Boris Becker          | 4-6, 7-66, 6-3, 6-1         | Tableau |
| 21 | 12-11-1990 | IBM ATP Tour World Championships, Francfort     | Masters   | 2 020 000 $  | Moquette (int.) | Andre Agassi       | Stefan Edberg         | 5-7, 7-65, 7-5, 6-2         | Tableau |
| 22 | 11-11-1991 | IBM ATP Tour World Championships, Francfort     | Masters   | 2 250 000 $  | Moquette (int.) | Pete Sampras       | Jim Courier           | 3-6, 7-65, 6-3, 6-4         | Tableau |
| 23 | 16-11-1992 | IBM ATP Tour World Championships, Francfort     | Masters   | 2 500 000 $  | Moquette (int.) | Boris Becker       | Jim Courier           | 6-4, 6-3, 7-5               | Tableau |
| 24 | 15-11-1993 | IBM ATP Tour World Championships, Francfort     | Masters   | 2 750 000 $  | Moquette (int.) | Michael Stich      | Pete Sampras          | 7-63, 2-6, 7-67, 6-2        | Tableau |
| 25 | 14-11-1994 | IBM ATP Tour World Championships, Francfort     | Masters   | 3 000 000 $  | Moquette (int.) | Pete Sampras       | Boris Becker          | 4-6, 6-3, 7-5, 6-4          | Tableau |
| 26 | 13-11-1995 | IBM ATP Tour World Championships, Francfort (6) | Masters   | 3 000 000 $  | Moquette (int.) | Boris Becker       | Michael Chang         | 7-63, 6-0, 7-65             | Tableau |
| 27 | 18-11-1996 | ATP Tour World Championships, Hanovre           | Masters   | 3 300 000 $  | Moquette (int.) | Pete Sampras       | Boris Becker          | 3-6, 7-65, 7-64, 611-7, 6-4 | Tableau |
| 28 | 10-11-1997 | ATP Tour World Championships, Hanovre           | Masters   | 3 300 000 $  | Dur (int.)      | Pete Sampras       | Ievgueni Kafelnikov   | 6-3, 6-2, 6-2               | Tableau |
| 29 | 23-11-1998 | ATP Tour World Championships, Hanovre           | Masters   | 3 300 000 $  | Dur (int.)      | Àlex Corretja      | Carlos Moyà           | 3-6, 3-6, 7-5, 6-3, 7-5     | Tableau |
| 30 | 22-11-1999 | ATP Tour World Championships, Hanovre (4)       | Masters   | 3 600 000 $  | Dur (int.)      | Pete Sampras       | Andre Agassi          | 6-1, 7-5, 6-4               | Tableau |
| 31 | 27-11-2000 | Tennis Masters Cup, Lisbonne                    | Masters   | 3 700 000 $  | Dur (int.)      | Gustavo Kuerten    | Andre Agassi          | 6-4, 6-4, 6-4               | Tableau |
| 32 | 12-11-2001 | Tennis Masters Cup, Sydney                      | Masters   | 3 700 000 $  | Dur (int.)      | Lleyton Hewitt     | Sébastien Grosjean    | 6-3, 6-3, 6-4               | Tableau |
| 33 | 11-11-2002 | Tennis Masters Cup, Shanghai                    | Masters   | 3 700 000 $  | Dur (int.)      | Lleyton Hewitt     | Juan Carlos Ferrero   | 7-5, 7-5, 2-6, 2-6, 6-4     | Tableau |
| 34 | 10-11-2003 | Tennis Masters Cup, Houston                     | Masters   | 3 700 000 $  | Dur (ext.)      | Roger Federer      | Andre Agassi          | 6-3, 6-0, 6-4               | Tableau |
| 35 | 15-11-2004 | Tennis Masters Cup, Houston (3)                 | Masters   | 3 700 000 $  | Dur (ext.)      | Roger Federer      | Lleyton Hewitt        | 6-3, 6-2                    | Tableau |
| 36 | 14-11-2005 | Tennis Masters Cup, Shanghai                    | Masters   | 3 700 000 $  | Moquette (int.) | David Nalbandian   | Roger Federer         | 64-7, 611-7, 6-2, 6-1, 7-63 | Tableau |
| 37 | 13-11-2006 | Tennis Masters Cup, Shanghai                    | Masters   | 3 700 000 $  | Dur (int.)      | Roger Federer      | James Blake           | 6-0, 6-3, 6-4               | Tableau |
| 38 | 12-11-2007 | Tennis Masters Cup, Shanghai                    | Masters   | 3 800 000 $  | Dur (int.)      | Roger Federer      | David Ferrer          | 6-2, 6-3, 6-2               | Tableau |
| 39 | 10-11-2008 | Tennis Masters Cup, Shanghai (5)                | Masters   | 3 800 000 $  | Dur (int.)      | Novak Djokovic     | Nikolay Davydenko     | 6-1, 7-5                    | Tableau |
| 40 | 23-11-2009 | Barclays ATP World Tour Finals, Londres         | Masters   | 5 000 000 $  | Dur (int.)      | Nikolay Davydenko  | Juan Martín del Potro | 6-3, 6-4                    | Tableau |
| 41 | 22-11-2010 | Barclays ATP World Tour Finals, Londres         | Masters   | 5 070 000 $  | Dur (int.)      | Roger Federer      | Rafael Nadal          | 6-3, 3-6, 6-1               | Tableau |
| 42 | 21-11-2011 | Barclays ATP World Tour Finals, Londres         | Masters   | 5 070 000 $  | Dur (int.)      | Roger Federer      | Jo-Wilfried Tsonga    | 6-3, 66-7, 6-3              | Tableau |
| 43 | 05-11-2012 | Barclays ATP World Tour Finals, Londres         | Masters   | 5 500 000 $  | Dur (int.)      | Novak Djokovic     | Roger Federer         | 7-66, 7-5                   | Tableau |
| 44 | 04-11-2013 | Barclays ATP World Tour Finals, Londres         | Masters   | 6 000 000 $  | Dur (int.)      | Novak Djokovic     | Rafael Nadal          | 6-3, 6-4                    | Tableau |
| 45 | 09-11-2014 | Barclays ATP World Tour Finals, Londres         | Masters   | 6 500 000 $  | Dur (int.)      | Novak Djokovic     | Roger Federer         | Forfait                     | Tableau |
| 46 | 15-11-2015 | Barclays ATP World Tour Finals, Londres         | Masters   | 7 000 000 $  | Dur (int.)      | Novak Djokovic     | Roger Federer         | 6-3, 6-4                    | Tableau |
| 47 | 13-11-2016 | Barclays ATP World Tour Finals, Londres         | Masters   | 7 000 000 $  | Dur (int.)      | Andy Murray        | Novak Djokovic        | 6-3, 6-4                    | Tableau |
| 48 | 12-11-2017 | Nitto ATP Finals, Londres                       | Masters   | 8 000 000 $  | Dur (int.)      | Grigor Dimitrov    | David Goffin          | 7-5, 4-6, 6-3               | Tableau |
| 49 | 11-11-2018 | Nitto ATP Finals, Londres                       | Masters   | 8 500 000 $  | Dur (int.)      | Alexander Zverev   | Novak Djokovic        | 6-4, 6-3                    | Tableau |
| 50 | 10-11-2019 | Nitto ATP Finals, Londres                       | Masters   | 9 000 000 $  | Dur (int.)      | Stéfanos Tsitsipás | Dominic Thiem         | 66-7, 6-2, 7-64             | Tableau |
| 51 | 15-11-2020 | Nitto ATP Finals, Londres (12)                  | Masters   | 5 700 000 $  | Dur (int.)      | Daniil Medvedev    | Dominic Thiem         | 4-6, 7-62, 6-4              | Tableau |
| 52 | 14-11-2021 | Nitto ATP Finals, Turin                         | Masters   | 7 250 000 $  | Dur (int.)      | Alexander Zverev   | Daniil Medvedev       | 6-4, 6-4                    | Tableau |
| 53 | 13-11-2022 | Nitto ATP Finals, Turin                         | Masters   | 14 750 000 $ | Dur (int.)      | Novak Djokovic     | Casper Ruud           | 7-5, 6-3                    | Tableau |
| 54 | 12-11-2023 | Nitto ATP Finals, Turin                         | Masters   | 15 000 000 $ | Dur (int.)      | Novak Djokovic     | Jannik Sinner         | 6-3, 6-3                    | Tableau |
| 55 | 10-11-2024 | Nitto ATP Finals, Turin (4)                     | Masters   | 15 250 000 $ | Dur (int.)      | Jannik Sinner      | Taylor Fritz          | 6-4, 6-4                    | Tableau |

### Double
| No | Date       | Nom et lieu du tournoi                           | Catégorie    | Dotation     | Surface         | Vainqueurs                          | Finalistes                           | Score                     |              |
| -- | ---------- | ------------------------------------------------ | ------------ | ------------ | --------------- | ----------------------------------- | ------------------------------------ | ------------------------- | ------------ |
| 1  | 07-12-1970 | Pepsi-Cola Masters, Tokyo                        | Masters      | 45 500 $     | Moquette (int.) | Stan Smith Arthur Ashe              |                                      | NC                        | Tableau      |
|    | 1971-1974  | Non organisé                                     | Non organisé | Non organisé | Non organisé    | Non organisé                        | Non organisé                         | Non organisé              | Non organisé |
| 2  | 01-12-1975 | Commercial Union Assurance Masters, Stockholm    | Masters      | 130 000 $    | Dur (int.)      | Juan Gisbert Manuel Orantes         |                                      | NC                        | Tableau      |
| 3  | 06-12-1976 | Commercial Union Assurance Masters, Houston      | Masters      | 130 000 $    | Moquette (int.) | Fred McNair Sherwood Stewart        | Brian Gottfried Raúl Ramírez         | 6-4, 5-7, 5-7, 6-4, 6-4   | Tableau      |
| 4  | 02-01-1978 | Colgate-Palmolive Masters, New York              | Masters      | 400 000 $    | Moquette (int.) | Bob Hewitt Frew McMillan            | Robert Lutz Stan Smith               | 7-5, 7-6, 6-3             | Tableau      |
| 5  | 08-01-1979 | Colgate-Palmolive Masters, New York              | Masters      | 400 000 $    | Moquette (int.) | Peter Fleming John McEnroe          | Wojtek Fibak Tom Okker               | 6-4, 6-2, 6-4             | Tableau      |
| 6  | 07-01-1980 | Colgate-Palmolive Masters, New York              | Masters      | 400 000 $    | Moquette (int.) | Peter Fleming John McEnroe          | Wojtek Fibak Tom Okker               | 6-3, 7-6, 6-1             | Tableau      |
| 7  | 12-01-1981 | Volvo Masters, New York                          | Masters      | 400 000 $    | Moquette (int.) | Peter Fleming John McEnroe          | Peter McNamara Paul McNamee          | 6-4, 6-3                  | Tableau      |
| 8  | 11-01-1982 | Volvo Masters, New York                          | Masters      | 400 000 $    | Moquette (int.) | Peter Fleming John McEnroe          | Kevin Curren Steve Denton            | 6-3, 6-3                  | Tableau      |
| 9  | 17-01-1983 | Volvo Masters, New York                          | Masters      | 400 000 $    | Moquette (int.) | Peter Fleming John McEnroe          | Sherwood Stewart Ferdi Taygan        | 6-2, 6-2                  | Tableau      |
| 10 | 09-01-1984 | Volvo Masters, New York                          | Masters      | 400 000 $    | Moquette (int.) | Peter Fleming John McEnroe          | Pavel Složil Tomáš Šmíd              | 6-2, 6-2                  | Tableau      |
| 11 | 07-01-1985 | Volvo Masters, New York                          | Masters      | 400 000 $    | Moquette (int.) | Peter Fleming John McEnroe          | Mark Edmondson Sherwood Stewart      | 6-3, 6-1                  | Tableau      |
| 12 | 13-01-1986 | Nabisco Masters, New York                        | Masters      | 400 000 $    | Moquette (int.) | Stefan Edberg Anders Järryd         | Joakim Nyström Mats Wilander         | 6-1, 7-6                  | Tableau      |
| 13 | 01-12-1986 | Nabisco Masters, Londres                         | Masters      | 500 000 $    | Moquette (int.) | Stefan Edberg Anders Järryd         | Guy Forget Yannick Noah              | 6-3, 7-6, 6-3             | Tableau      |
| 14 | 30-11-1987 | Nabisco Masters, Londres                         | Masters      | 500 000 $    | Moquette (int.) | Miloslav Mečíř Tomáš Šmíd           | Ken Flach Robert Seguso              | 6-4, 7-5, 65-7, 6-3       | Tableau      |
| 15 | 28-11-1988 | Nabisco Masters, Londres                         | Masters      | 750 000 $    | Moquette (int.) | Rick Leach Jim Pugh                 | Sergio Casal Emilio Sánchez          | 6-4, 6-3, 2-6, 6-0        | Tableau      |
| 16 | 27-11-1989 | Nabisco Masters, Londres                         | Masters      | 750 000 $    | Moquette (int.) | Jim Grabb Patrick McEnroe           | John Fitzgerald Anders Järryd        | 7-5, 7-64, 5-7, 6-3       | Tableau      |
| 17 | 19-11-1990 | IBM ATP Tour World Championships, Sanctuary Cove | Masters      | 1 000 000 $  | Dur (ext.)      | Guy Forget Jakob Hlasek             | Sergio Casal Emilio Sánchez          | 6-4, 7-65, 5-7, 6-4       | Tableau      |
| 18 | 11-11-1991 | IBM ATP Tour World Championships, Johannesburg   | Masters      | 2 250 000 $  | Moquette (int.) | John Fitzgerald Anders Järryd       | Ken Flach Robert Seguso              | 6-4, 6-4, 2-6, 6-4        | Tableau      |
| 19 | 16-11-1992 | IBM ATP Tour World Championships, Johannesburg   | Masters      | 2 500 000 $  | Moquette (int.) | Todd Woodbridge Mark Woodforde      | John Fitzgerald Anders Järryd        | 6-2, 7-64, 5-7, 3-6, 6-3  | Tableau      |
| 20 | 15-11-1993 | IBM ATP Tour World Championships, Johannesburg   | Masters      | 2 750 000 $  | Moquette (int.) | Jacco Eltingh Paul Haarhuis         | Todd Woodbridge Mark Woodforde       | 7-64, 7-65, 6-4           | Tableau      |
| 21 | 14-11-1994 | IBM ATP Tour World Championships, Jakarta        | Masters      | 3 000 000 $  | Moquette (int.) | Jan Apell Jonas Björkman            | Todd Woodbridge Mark Woodforde       | 6-4, 4-6, 4-6, 7-65, 7-66 | Tableau      |
| 22 | 13-11-1995 | IBM ATP Tour World Championships, Eindhoven      | Masters      | 3 000 000 $  | Moquette (int.) | Grant Connell Patrick Galbraith     | Jacco Eltingh Paul Haarhuis          | 7-66, 7-66, 3-6, 7-62     | Tableau      |
| 23 | 18-11-1996 | ATP Tour World Championships, Hartford           | Masters      | 3 300 000 $  | Moquette (int.) | Todd Woodbridge Mark Woodforde      | Sébastien Lareau Alex O'Brien        | 6-4, 5-7, 6-2, 7-63       | Tableau      |
| 24 | 10-11-1997 | ATP Tour World Championships, Hartford           | Masters      | 3 300 000 $  | Dur (int.)      | Rick Leach Jonathan Stark           | Mahesh Bhupathi Leander Paes         | 6-3, 6-4, 7-63            | Tableau      |
| 25 | 23-11-1998 | ATP Tour World Championships, Hartford           | Masters      | 3 300 000 $  | Dur (int.)      | Jacco Eltingh Paul Haarhuis         | Mark Knowles Daniel Nestor           | 6-4, 6-2, 7-5             | Tableau      |
| 26 | 22-11-1999 | ATP Tour World Championships, Hartford           | Masters      | 3 600 000 $  | Dur (int.)      | Sébastien Lareau Alex O'Brien       | Mahesh Bhupathi Leander Paes         | 6-3, 6-2, 6-2             | Tableau      |
| 27 | 27-11-2000 | Tennis Masters Cup, Bangalore                    | Masters      | 3 700 000 $  | Dur (int.)      | Donald Johnson Piet Norval          | Mahesh Bhupathi Leander Paes         | 7-68, 6-3, 6-4            | Tableau      |
| 28 | 28-01-2002 | Tennis Masters Cup, Bangalore                    | Masters      | 3 700 000 $  | Dur (int.)      | Ellis Ferreira Rick Leach           | Petr Pála Pavel Vízner               | 6-7, 7-62, 6-4, 6-4       | Tableau      |
|    | 11-11-2002 | Non organisé                                     | Non organisé | Non organisé | Non organisé    | Non organisé                        | Non organisé                         | Non organisé              | Non organisé |
| 29 | 10-11-2003 | Tennis Masters Cup, Houston                      | Masters      | 3 700 000 $  | Dur (ext.)      | Bob Bryan Mike Bryan                | Michaël Llodra Fabrice Santoro       | 6-7, 6-3, 3-6, 7-63, 6-4  | Tableau      |
| 30 | 15-11-2004 | Tennis Masters Cup, Houston                      | Masters      | 3 700 000 $  | Dur (ext.)      | Bob Bryan Mike Bryan                | Wayne Black Kevin Ullyett            | 4-6, 7-5, 6-4, 6-2        | Tableau      |
| 31 | 14-11-2005 | Tennis Masters Cup, Shanghai                     | Masters      | 3 700 000 $  | Moquette (int.) | Michaël Llodra Fabrice Santoro      | Leander Paes Nenad Zimonjić          | 6-7, 6-3, 7-64            | Tableau      |
| 32 | 13-11-2006 | Tennis Masters Cup, Shanghai                     | Masters      | 3 700 000 $  | Dur (int.)      | Jonas Björkman Max Mirnyi           | Mark Knowles Daniel Nestor           | 6-2, 6-4                  | Tableau      |
| 33 | 12-11-2007 | Tennis Masters Cup, Shanghai                     | Masters      | 3 800 000 $  | Dur (int.)      | Mark Knowles Daniel Nestor          | Simon Aspelin Julian Knowle          | 6-2, 6-3                  | Tableau      |
| 34 | 10-11-2008 | Tennis Masters Cup, Shanghai                     | Masters      | 3 800 000 $  | Dur (int.)      | Daniel Nestor Nenad Zimonjić        | Bob Bryan Mike Bryan                 | 7-63, 6-2                 | Tableau      |
| 35 | 23-11-2009 | Barclays ATP World Tour Finals, Londres          | Masters      | 5 000 000 $  | Dur (int.)      | Bob Bryan Mike Bryan                | Max Mirnyi Andy Ram                  | 7-65, 6-3                 | Tableau      |
| 36 | 22-11-2010 | Barclays ATP World Tour Finals, Londres          | Masters      | 5 070 000 $  | Dur (int.)      | Daniel Nestor Nenad Zimonjić        | Mahesh Bhupathi Max Mirnyi           | 7-66, 6-4                 | Tableau      |
| 37 | 21-11-2011 | Barclays ATP World Tour Finals, Londres          | Masters      | 5 070 000 $  | Dur (int.)      | Max Mirnyi Daniel Nestor            | Mariusz Fyrstenberg Marcin Matkowski | 7-5, 6-3                  | Tableau      |
| 38 | 05-11-2012 | Barclays ATP World Tour Finals, Londres          | Masters      | 5 500 000 $  | Dur (int.)      | Marcel Granollers Marc López        | Mahesh Bhupathi Rohan Bopanna        | 7-5, 3-6, [10-3]          | Tableau      |
| 39 | 04-11-2013 | Barclays ATP World Tour Finals, Londres          | Masters      | 6 000 000 $  | Dur (int.)      | David Marrero Fernando Verdasco     | Bob Bryan Mike Bryan                 | 5-7, 7-63, [10-7]         | Tableau      |
| 40 | 09-11-2014 | Barclays ATP World Tour Finals, Londres          | Masters      | 6 500 000 $  | Dur (int.)      | Bob Bryan Mike Bryan                | Ivan Dodig Marcelo Melo              | 65-7, 6-2, [10-7]         | Tableau      |
| 41 | 15-11-2015 | Barclays ATP World Tour Finals, Londres          | Masters      | 7 000 000 $  | Dur (int.)      | Jean-Julien Rojer Horia Tecău       | Rohan Bopanna Florin Mergea          | 6-4, 6-3                  | Tableau      |
| 42 | 13-11-2016 | Barclays ATP World Tour Finals, Londres          | Masters      | 7 000 000 $  | Dur (int.)      | Henri Kontinen John Peers           | Raven Klaasen Rajeev Ram             | 2-6, 6-1, [10-8]          | Tableau      |
| 43 | 12-11-2017 | Nitto ATP Finals, Londres                        | Masters      | 8 000 000 $  | Dur (int.)      | Henri Kontinen John Peers           | Łukasz Kubot Marcelo Melo            | 6-4, 6-2                  | Tableau      |
| 44 | 11-11-2018 | Nitto ATP Finals, Londres                        | Masters      | 8 500 000 $  | Dur (int.)      | Mike Bryan Jack Sock                | Pierre-Hugues Herbert Nicolas Mahut  | 5-7, 6-1, [13-11]         | Tableau      |
| 45 | 10-11-2019 | Nitto ATP Finals, Londres                        | Masters      | 9 000 000 $  | Dur (int.)      | Pierre-Hugues Herbert Nicolas Mahut | Raven Klaasen Michael Venus          | 6-3, 6-4                  | Tableau      |
| 47 | 15-11-2020 | Nitto ATP Finals, Londres                        | Masters      | 5 700 000 $  | Dur (int.)      | Wesley Koolhof Nikola Mektić        | Jürgen Melzer Édouard Roger-Vasselin | 6-2, 3-6, [10-5]          | Tableau      |
| 48 | 14-11-2021 | Nitto ATP Finals, Turin                          | Masters      | 7 250 000 $  | Dur (int.)      | Nicolas Mahut Pierre-Hugues Herbert | Joe Salisbury Rajeev Ram             | 6-4, 7-60                 | Tableau      |
| 49 | 13-11-2022 | Nitto ATP Finals, Turin                          | Masters      | 14 750 000 $ | Dur (int.)      | Rajeev Ram Joe Salisbury            | Nikola Mektić Mate Pavić             | 7-64, 6-4                 | Tableau      |
| 50 | 12-11-2023 | Nitto ATP Finals, Turin                          | Masters      | 15 000 000 $ | Dur (int.)      | Rajeev Ram Joe Salisbury            | Marcel Granollers Horacio Zeballos   | 6-3, 6-4                  | Tableau      |
| 51 | 10-11-2024 | Nitto ATP Finals, Turin                          | Masters      | 15 250 000 $ | Dur (int.)      | Kevin Krawietz Tim Pütz             | Marcelo Arévalo Mate Pavić           | 7-65, 7-66                | Tableau      |

## Records et statistiques en simple

### Titres et finales
Les joueurs actifs sont marqués en gras. Mis à jour après l'édition 2024.
| Joueur                | Titres | Finales | Titres consécutifs | Finales consécutives |
| --------------------- | ------ | ------- | ------------------ | -------------------- |
| Novak Djokovic        | 7      | 9       | 4                  | 5                    |
| Roger Federer         | 6      | 10      | 2                  | 5                    |
| Ivan Lendl            | 5      | 9       | 3                  | 9                    |
| Pete Sampras          | 5      | 6       | 2                  | 2                    |
| Ilie Năstase          | 4      | 5       | 3                  | 5                    |
| Boris Becker          | 3      | 8       | 1                  | 3                    |
| John McEnroe          | 3      | 4       | 2                  | 3                    |
| Björn Borg            | 2      | 4       | 2                  | 2                    |
| Lleyton Hewitt        | 2      | 3       | 2                  | 2                    |
| Alexander Zverev      | 2      | 2       | 1                  | 1                    |
| Andre Agassi          | 1      | 4       | 1                  | 2                    |
| Stan Smith            | 1      | 3       | 1                  | 3                    |
| Nikolay Davydenko     | 1      | 2       | 1                  | 2                    |
| Stefan Edberg         | 1      | 2       | 1                  | 2                    |
| Daniil Medvedev       | 1      | 2       | 1                  | 2                    |
| Jannik Sinner         | 1      | 2       | 1                  | 2                    |
| Jimmy Connors         | 1      | 1       | 1                  | 1                    |
| Àlex Corretja         | 1      | 1       | 1                  | 1                    |
| Grigor Dimitrov       | 1      | 1       | 1                  | 1                    |
| Gustavo Kuerten       | 1      | 1       | 1                  | 1                    |
| Andy Murray           | 1      | 1       | 1                  | 1                    |
| David Nalbandian      | 1      | 1       | 1                  | 1                    |
| Manuel Orantes        | 1      | 1       | 1                  | 1                    |
| Michael Stich         | 1      | 1       | 1                  | 1                    |
| Stéfanos Tsitsipás    | 1      | 1       | 1                  | 1                    |
| Guillermo Vilas       | 1      | 1       | 1                  | 1                    |
| Jim Courier           | 0      | 2       | 0                  | 2                    |
| Dominic Thiem         | 0      | 2       | 0                  | 2                    |
| Vitas Gerulaitis      | 0      | 2       | 0                  | 1                    |
| Rafael Nadal          | 0      | 2       | 0                  | 1                    |
| Arthur Ashe           | 0      | 1       | 0                  | 1                    |
| James Blake           | 0      | 1       | 0                  | 1                    |
| Michael Chang         | 0      | 1       | 0                  | 1                    |
| Juan Martín del Potro | 0      | 1       | 0                  | 1                    |
| David Ferrer          | 0      | 1       | 0                  | 1                    |
| Juan Carlos Ferrero   | 0      | 1       | 0                  | 1                    |
| Wojtek Fibak          | 0      | 1       | 0                  | 1                    |
| Taylor Fritz          | 0      | 1       | 0                  | 1                    |
| David Goffin          | 0      | 1       | 0                  | 1                    |
| Sébastien Grosjean    | 0      | 1       | 0                  | 1                    |
| Ievgueni Kafelnikov   | 0      | 1       | 0                  | 1                    |
| Rod Laver             | 0      | 1       | 0                  | 1                    |
| Carlos Moyà           | 0      | 1       | 0                  | 1                    |
| Tom Okker             | 0      | 1       | 0                  | 1                    |
| Casper Ruud           | 0      | 1       | 0                  | 1                    |
| Jo-Wilfried Tsonga    | 0      | 1       | 0                  | 1                    |
| Mats Wilander         | 0      | 1       | 0                  | 1                    |

### Précocité et longévité
En gras les joueurs encore en activité
| #   | Joueur             | Âge                     | Saison |
| --- | ------------------ | ----------------------- | ------ |
| 1er | John McEnroe       | 19 ans 10 mois 22 jours | 1978   |
| 2e  | Pete Sampras       | 20 ans 3 mois           | 1991   |
| 3e  | Andre Agassi       | 20 ans 6 mois 13 jours  | 1990   |
| 4e  | Lleyton Hewitt     | 20 ans 8 mois 16 jours  | 2001   |
| 5e  | Boris Becker       | 21 ans 8 jours          | 1988   |
| 6e  | Stéfanos Tsitsipás | 21 ans 2 mois 30 jours  | 2019   |
| 7e  | Novak Djokovic     | 21 ans 5 mois 18 jours  | 2008   |
| 8e  | Alexander Zverev   | 21 ans 6 mois 22 jours  | 2018   |
| 9e  | Ivan Lendl         | 21 ans 10 mois 6 jours  | 1981   |
| 10e | Roger Federer      | 22 ans 3 mois 2 jours   | 2003   |

| #   | Joueur            | Âge                     | Saison |
| --- | ----------------- | ----------------------- | ------ |
| 1er | Novak Djokovic    | 36 ans 5 mois 28 jours  | 2023   |
| 2e  | Roger Federer     | 30 ans 3 mois 12 jours  | 2011   |
| 3e  | Andy Murray       | 29 ans 5 mois 30 jours  | 2016   |
| 4e  | Ilie Năstase      | 29 ans 4 mois 11 jours  | 1975   |
| 5e  | Nikolay Davidenko | 28 ans 5 mois 20 jours  | 2009   |
| 6e  | Pete Sampras      | 28 ans 3 mois 10 jours  | 1999   |
| 7e  | Boris Becker      | 27 ans 11 mois 22 jours | 1995   |
| 8e  | Manuel Orantes    | 27 ans 9 mois 22 jours  | 1976   |
| 9e  | Ivan Lendl        | 27 ans 8 mois 26 jours  | 1987   |
| 10e | Grigor Dimitrov   | 26 ans 5 mois 28 jours  | 2017   |

### Qualifications et participations
Ce tableau compare les qualifications avec les participations effectives des joueurs.
Les participations dues à un forfait ne sont pas comptabilisées en qualifications.
En gras, les joueurs actifs et records. Mis à jour après l'édition 2024. Au moins 10 qualifications ou participations.
| #  | Joueur          | Qualifications | Participations | Qualifications consécutives | Participations consécutives |
| -- | --------------- | -------------- | -------------- | --------------------------- | --------------------------- |
| 1  | Roger Federer   | 18             | 17             | 14                          | 14                          |
| 2  | Novak Djokovic  | 17             | 16             | 10                          | 10                          |
| 3  | Jimmy Connors   | 17             | 11             | 17                          | 8                           |
| 4  | Rafael Nadal    | 17             | 11             | 16                          | 3                           |
| 5  | Andre Agassi    | 14             | 13             | 6                           | 6                           |
| 6  | Ivan Lendl      | 13             | 12             | 13                          | 12                          |
| 7  | Pete Sampras    | 11             | 11             | 11                          | 11                          |
| 8  | Boris Becker    | 11             | 11             | 8                           | 8                           |
| 9  | Stefan Edberg   | 10             | 9              | 10                          | 6                           |
| 10 | Guillermo Vilas | 10             | 8              | 10                          | 4                           |

### Bilan par joueur
Les joueurs actifs en gras. Actualisé après l'édition 2023.
| Joueur                | Participations | Matchs | Victoires | Défaites | % de V | Meilleur résultat                  | Années de participations                      |
| --------------------- | -------------- | ------ | --------- | -------- | ------ | ---------------------------------- | --------------------------------------------- |
| Andre Agassi          | 13             | 42     | 22        | 20       | 52,4   | V (1990)                           | 1988 à 1991, 94, 96, 1998 à 2003, 05          |
| Carlos Alcaraz        | 2              | 7      | 3         | 4        | 42,9   | DF (2023)                          | 2023, 24                                      |
| Kevin Anderson        | 1              | 4      | 2         | 2        | 50,0   | DF (2018)                          | 2018                                          |
| Paul Annacone         | 1              | 1      | 0         | 1        | 0      | HF (1985)                          | 1985                                          |
| Jimmy Arias           | 1              | 1      | 0         | 1        | 0      | HF (1983)                          | 1983                                          |
| Arthur Ashe           | 3              | 14     | 9         | 5        | 64,5   | F (1978)                           | 1970, 75, 78                                  |
| Félix Auger-Aliassime | 1              | 3      | 1         | 2        | 33,3   | RR (2022)                          | 2022                                          |
| Corrado Barazzutti    | 1              | 3      | 0         | 3        | 0      | RR (1978)                          | 1978                                          |
| Pierre Barthès        | 1              | 6      | 3         | 3        | 50     | DF (1971) (4e / 7)                 | 1971                                          |
| Boris Becker          | 11             | 49     | 36        | 13       | 73,4   | V 3 (1988, 92, 95)                 | 1985 à 1992, 1994 à 1996                      |
| Alberto Berasategui   | 1              | 3      | 0         | 3        | 0      | RR (1994)                          | 1994                                          |
| Tomáš Berdych         | 6              | 19     | 6         | 13       | 31,6   | DF (2011)                          | 2010 à 2015                                   |
| Matteo Berrettini     | 2              | 4      | 1         | 3        | 25     | RR 2 (2019, 21)                    | 2019, 21                                      |
| Jonas Björkman        | 1              | 4      | 2         | 2        | 50     | DF (1997)                          | 1997                                          |
| James Blake           | 1              | 5      | 3         | 2        | 60     | F (2006)                           | 2006                                          |
| Björn Borg            | 5              | 23     | 16        | 7        | 69,5   | V 2 (1979, 80)                     | 1974, 75, 77, 79, 80                          |
| Sergi Bruguera        | 3              | 9      | 2         | 7        | 22,2   | DF (1994)                          | 1993, 94, 97                                  |
| Pat Cash              | 1              | 3      | 1         | 2        | 33,3   | RR (1987)                          | 1987                                          |
| Michael Chang         | 7              | 23     | 7         | 16       | 30,4   | F (1995)                           | 1989, 1992 à 1997                             |
| Marin Čilić           | 4              | 12     | 2         | 10       | 16,6   | RR 4 (2014, 16, 17, 18)            | 2014, 16, 17, 18                              |
| José Luis Clerc       | 4              | 9      | 2         | 7        | 22     | QF (1982)                          | 1980 à 1983                                   |
| Jimmy Connors         | 11             | 36     | 18        | 18       | 50     | V (1977)                           | 1972, 73, 1977 à 1984, 87                     |
| Guillermo Coria       | 3              | 9      | 1         | 8        | 11,1   | RR 3 (2003, 04, 05)                | 2003 à 2005                                   |
| Àlex Corretja         | 2              | 8      | 5         | 3        | 62,5   | V (1998)                           | 1998, 2000                                    |
| Albert Costa          | 2              | 5      | 1         | 4        | 20     | RR 2 (1998, 2002)                  | 1998, 2002                                    |
| Jim Courier           | 4              | 16     | 7         | 9        | 43,7   | F 2 (1991, 92)                     | 1991 à 1993, 95                               |
| Scott Davis           | 1              | 1      | 0         | 1        | 0      | HF (1985)                          | 1985                                          |
| Nikolay Davydenko     | 5              | 20     | 12        | 8        | 60     | V (2009)                           | 2005 à 2009                                   |
| Alex de Minaur        | 1              | 3      | 0         | 3        | 0      | RR (2024)                          | 2024                                          |
| Juan Martín del Potro | 4              | 15     | 7         | 8        | 46,7   | F (2009)                           | 2008, 09, 12, 13                              |
| Steve Denton          | 1              | 1      | 0         | 1        | 0      | HF (1982)                          | 1982                                          |
| Eddie Dibbs           | 3              | 10     | 4         | 6        | 40     | DF (1978)                          | 1976 à 1978                                   |
| Grigor Dimitrov       | 1              | 5      | 5         | 0        | 100    | V (2017)                           | 2017                                          |
| Novak Djokovic        | 16             | 68     | 50        | 18       | 73,0   | V 7 (2008, 12, 13, 14, 15, 22, 23) | 2007 à 2016, 2018 à 2023                      |
| Stefan Edberg         | 9              | 32     | 18        | 14       | 56,2   | V (1989)                           | 1985 à 1990, 1992 à 1994                      |
| Thomas Enqvist        | 3              | 9      | 5         | 4        | 55,6   | DF (1995)                          | 1995, 96, 99                                  |
| Roger Federer         | 17             | 76     | 59        | 17       | 77,6   | V 6 (2003, 04, 06, 07, 10, 11)     | 2002 à 2015, 2017 à 2019                      |
| Wayne Ferreira        | 1              | 3      | 2         | 1        | 66,7   | RR (1995)                          | 1995                                          |
| David Ferrer          | 7              | 19     | 8         | 11       | 42,1   | F (2007)                           | 2007, 2010 à 2015                             |
| Juan Carlos Ferrero   | 3              | 12     | 5         | 7        | 41,6   | F (2002)                           | 2001 à 2003                                   |
| Wojtek Fibak          | 1              | 5      | 3         | 2        | 60     | F (1976)                           | 1976                                          |
| Mardy Fish            | 1              | 3      | 0         | 3        | 0      | RR (2011)                          | 2011                                          |
| Guy Forget            | 1              | 3      | 1         | 2        | 33,3   | RR (1991)                          | 1991                                          |
| Željko Franulović     | 2              | 11     | 2         | 9        | 18,2   | RR (1970) (5e / 6)                 | 1970 et 1971                                  |
| Taylor Fritz          | 2              | 9      | 5         | 4        | 55,6   | F (2024)                           | 2022, 24                                      |
| Richard Gasquet       | 2              | 6      | 1         | 5        | 16,7   | RR 2 (2007, 13)                    | 2007, 13                                      |
| Gastón Gaudio         | 2              | 7      | 2         | 5        | 28,6   | DF (2005)                          | 2004, 05                                      |
| Vitas Gerulaitis      | 4              | 12     | 6         | 6        | 50     | F 2 (1979, 81)                     | 1979, 81, 82, 84                              |
| Brad Gilbert          | 3              | 9      | 4         | 5        | 44,5   | DF (1987)                          | 1985, 87, 89                                  |
| Andrés Gimeno         | 1              | 3      | 0         | 3        | 0      | RR (1972)                          | 1972                                          |
| David Goffin          | 2              | 6      | 3         | 3        | 50     | F (2017)                           | 2016, 17                                      |
| Andrés Gómez          | 5              | 13     | 5         | 8        | 38,5   | DF (1985)                          | 1982,83,85,86 et 90                           |
| Tom Gorman            | 2              | 7      | 3         | 4        | 43     | DF (1972)                          | 1972, 73                                      |
| Brian Gottfried       | 3              | 11     | 8         | 3        | 72,5   | DF 2 (1977, 78)                    | 1976 à 1978                                   |
| Fernando González     | 2              | 5      | 2         | 3        | 40     | RR 2 (2005, 07)                    | 2005, 07                                      |
| Clark Graebner        | 1              | 6      | 1         | 5        | 16,5   | RR (1971) (5e / 7)                 | 1971                                          |
| Sébastien Grosjean    | 1              | 5      | 3         | 2        | 60     | F (2001)                           | 2001                                          |
| Tim Henman            | 3              | 8      | 4         | 4        | 50     | DF (1998)                          | 1997, 98, 2004                                |
| Bob Hewitt            | 1              | 3      | 0         | 3        | 0      | RR (1972)                          | 1972                                          |
| Lleyton Hewitt        | 4              | 18     | 13        | 5        | 72,2   | V 2 (2001, 02)                     | 2000 à 2002, 04                               |
| José Higueras         | 3              | 6      | 1         | 5        | 16,7   | QF (1983)                          | 1978, 1982 et 1983                            |
| Jakob Hlasek          | 1              | 4      | 3         | 1        | 75     | DF (1988)                          | 1988                                          |
| Hubert Hurkacz        | 2              | 4      | 0         | 4        | 0      | RR (2021)                          | 2021 et 2023                                  |
| Goran Ivanišević      | 5              | 18     | 8         | 10       | 44,4   | DF 3 (1992, 93, 96)                | 1992 à 1994, 96, 2001                         |
| John Isner            | 1              | 3      | 0         | 3        | 0      | RR (2018)                          | 2018                                          |
| Anders Järryd         | 2              | 5      | 3         | 2        | 60     | DF (1985)                          | 1985, 86                                      |
| Thomas Johansson      | 1              | 1      | 0         | 1        | 0      | RR (2002)                          | 2002                                          |
| Ievgueni Kafelnikov   | 7              | 25     | 11        | 14       | 44     | F (1997)                           | 1995 à 2001                                   |
| Nicolas Kiefer        | 1              | 4      | 2         | 2        | 50     | DF (1999)                          | 1999                                          |
| Jan Kodeš             | 4              | 17     | 5         | 12       | 29,4   | RR 2 (1972, 73)                    | 1970 à 1973                                   |
| Petr Korda            | 1              | 3      | 0         | 3        | 0      | RR (1992)                          | 1992                                          |
| Richard Krajicek      | 2              | 7      | 3         | 4        | 42,9   | DF (1996)                          | 1992, 96                                      |
| Aaron Krickstein      | 2              | 4      | 1         | 3        | 25     | RR (1989)                          | 1985, 89                                      |
| Johan Kriek           | 4              | 8      | 4         | 4        | 50     | QF 4 (1982, 83, 84, 85)            | 1982 à 1985                                   |
| Karol Kučera          | 1              | 3      | 0         | 3        | 0      | RR (1998)                          | 1998                                          |
| Gustavo Kuerten       | 3              | 11     | 5         | 6        | 45,4   | V (2000)                           | 1999 à 2001                                   |
| Nicolás Lapentti      | 1              | 3      | 0         | 3        | 0      | RR (2000)                          | 2000                                          |
| Rod Laver             | 1              | 5      | 4         | 1        | 80     | F (1970) (2e / 6)                  | 1970                                          |
| Henri Leconte         | 3              | 7      | 1         | 6        | 16,5   | RR 2 (1986, 88)                    | 1985, 86, 88                                  |
| Ivan Lendl            | 12             | 50     | 40        | 10       | 80     | V 5 (1981, 82, 85, 86, 87)         | 1980 à 1991                                   |
| Ivan Ljubičić         | 2              | 6      | 2         | 4        | 33,3   | RR (2005)                          | 2005, 06                                      |
| Todd Martin           | 1              | 3      | 1         | 2        | 33,3   | RR (1999)                          | 1999                                          |
| Gene Mayer            | 1              | 4      | 3         | 1        | 75     | DF (1980)                          | 1980                                          |
| Tim Mayotte           | 2              | 5      | 1         | 4        | 20     | QF (1985)                          | 1985, 88                                      |
| John McEnroe          | 9              | 30     | 19        | 11       | 63,5   | V 3 (1978, 83, 84)                 | 1978 à 1985, 89                               |
| Miloslav Mečíř        | 1              | 3      | 0         | 3        | 0      | RR (1987)                          | 1987                                          |
| Andreï Medvedev       | 1              | 4      | 2         | 2        | 50     | DF (1993)                          | 1993                                          |
| Daniil Medvedev       | 6              | 23     | 12        | 11       | 52,2   | V (2020)                           | 2019 à 2024                                   |
| Gaël Monfils          | 1              | 2      | 0         | 2        | 0      | RR (2016)                          | 2016                                          |
| Carlos Moyà           | 5              | 19     | 10        | 9        | 52,6   | F (1998)                           | 1997, 1998, 2002 à 2004                       |
| Andy Murray           | 8              | 27     | 16        | 11       | 59,3   | V (2016)                           | 2008 à 2012, 2014 à 2016                      |
| Thomas Muster         | 4              | 10     | 2         | 8        | 20     | RR 4 (1990, 95, 96, 97)            | 1990, 1995 à 1997                             |
| Rafael Nadal          | 11             | 39     | 21        | 18       | 53,9   | F 2 (2010, 13)                     | 2006, 07, 2009 à 2011, 13, 15, 17, 19, 20, 22 |
| David Nalbandian      | 3              | 12     | 6         | 6        | 50     | V (2005)                           | 2003, 05, 06                                  |
| Ilie Năstase          | 5              | 26     | 23        | 3        | 88,5   | V 4 (1971, 72, 73, 75)             | 1971 à 1975                                   |
| John Newcombe         | 2              | 8      | 4         | 4        | 50     | DF 2 (1973, 74)                    | 1973, 74                                      |
| Kei Nishikori         | 4              | 14     | 6         | 8        | 42,9   | DF 2 (2014, 16)                    | 2014 à 2016, 2018                             |
| Yannick Noah          | 4              | 7      | 1         | 6        | 16,5   | QF (1982)                          | 1982, 83, 85, 86                              |
| Magnus Norman         | 1              | 3      | 0         | 3        | 0      | RR (2000)                          | 2000                                          |
| Cameron Norrie        | 1              | 2      | 0         | 2        | 0      | RR (2021)                          | 2021                                          |
| Karel Nováček         | 1              | 3      | 0         | 3        | 0      | RR (1991)                          | 1991                                          |
| Jiří Novák            | 1              | 3      | 1         | 2        | 33,3   | RR (2002)                          | 2002                                          |
| Joakim Nyström        | 3              | 6      | 2         | 4        | 33,3   | QF (1984)                          | 1984 à 1986                                   |
| Tom Okker             | 1              | 5      | 4         | 1        | 80     | F (1973)                           | 1973                                          |
| Manuel Orantes        | 6              | 20     | 8         | 12       | 40     | V (1976)                           | 1972 à 1977                                   |
| Adriano Panatta       | 1              | 3      | 0         | 3        | 0      | RR (1975)                          | 1975                                          |
| Onny Parun            | 1              | 3      | 0         | 3        | 0      | RR (1974)                          | 1974                                          |
| Mariano Puerta        | 1              | 3      | 0         | 3        | 0      | RR (2005)                          | 2005                                          |
| Patrick Rafter        | 2              | 6      | 2         | 4        | 33,3   | RR 2 (1997, 2001)                  | 1997, 2001                                    |
| Raúl Ramírez          | 5              | 16     | 4         | 12       | 25     | DF (1974)                          | 1974 à 1978                                   |
| Milos Raonic          | 2              | 7      | 2         | 5        | 28,6   | DF (2016)                          | 2014, 16                                      |
| Cliff Richey          | 1              | 6      | 3         | 3        | 50     | DF (1971) (3e / 7)                 | 1971                                          |
| Marcelo Ríos          | 1              | 1      | 0         | 1        | 0      | RR (1998)                          | 1998                                          |
| Andy Roddick          | 6              | 19     | 8         | 11       | 42     | DF 3 (2003, 04, 07)                | 2003, 04, 2006 à 2008, 10                     |
| Ken Rosewall          | 1              | 5      | 3         | 2        | 60     | DF (1970) (3e / 6)                 | 1970                                          |
| Andrey Rublev         | 5              | 16     | 4         | 12       | 25,0   | DF (2022)                          | 2020 à 2024                                   |
| Holger Rune           | 1              | 3      | 1         | 2        | 33,3   | RR (2023)                          | 2023                                          |
| Greg Rusedski         | 2              | 4      | 2         | 2        | 50     | RR 2 (1997, 98)                    | 1997, 98                                      |
| Casper Ruud           | 3              | 13     | 7         | 6        | 53,8   | F (2022)                           | 2021, 22, 24                                  |
| Marat Safin           | 3              | 11     | 4         | 7        | 36,3   | DF 2 (2000, 04)                    | 2000, 02, 04                                  |
| Pete Sampras          | 11             | 49     | 35        | 14       | 71,4   | V 5 (1991, 94, 96, 97, 99)         | 1990 à 2000                                   |
| Emilio Sánchez        | 1              | 3      | 0         | 3        | 0      | RR (1990)                          | 1990                                          |
| Rainer Schüttler      | 1              | 4      | 2         | 2        | 50     | DF (2003)                          | 2003                                          |
| Diego Schwartzman     | 1              | 3      | 0         | 3        | 0      | RR (2020)                          | 2020                                          |
| Gilles Simon          | 1              | 4      | 2         | 2        | 50     | DF (2008)                          | 2008                                          |
| Jannik Sinner         | 3              | 12     | 10        | 2        | 83,3   | V (2024)                           | 2021, 23, 24                                  |
| Tomáš Šmíd            | 3              | 4      | 1         | 3        | 25     | QF (1983)                          | 1983 à 1985                                   |
| Stan Smith            | 4              | 19     | 13        | 6        | 68,4   | V (1970)                           | 1970 à 1973                                   |
| Jack Sock             | 1              | 4      | 2         | 2        | 50     | DF (2017)                          | 2017                                          |
| Robin Söderling       | 2              | 7      | 3         | 4        | 42,9   | DF (2009)                          | 2009, 10                                      |
| Harold Solomon        | 6              | 19     | 4         | 15       | 21     | DF (1976)                          | 1974 à 1976, 1978 à 1980                      |
| Radek Štěpánek        | 1              | 2      | 0         | 2        | 0      | RR (2008)                          | 2008                                          |
| Michael Stich         | 2              | 8      | 5         | 3        | 62,5   | V (1993)                           | 1991, 93                                      |
| Henrik Sundström      | 1              | 1      | 0         | 1        | 0      | HF (1984)                          | 1984                                          |
| Roscoe Tanner         | 4              | 12     | 3         | 9        | 25     | RR 4 (1976, 77, 79, 81)            | 1976, 77, 79, 81                              |
| Eliot Teltscher       | 3              | 7      | 3         | 4        | 42,9   | DF (1981)                          | 1981, 83, 84                                  |
| Dominic Thiem         | 5              | 19     | 9         | 10       | 47,4   | F 2 (2019, 20)                     | 2016 à 2020                                   |
| Janko Tipsarević      | 2              | 5      | 1         | 4        | 25     | RR 2 (2011, 12)                    | 2011, 12                                      |
| Stéfanos Tsitsipás    | 5              | 14     | 6         | 8        | 42,9   | V (2019)                           | 2019 à 2023                                   |
| Jo-Wilfried Tsonga    | 3              | 11     | 4         | 7        | 36,3   | F (2011)                           | 2008, 11, 12                                  |
| Fernando Verdasco     | 1              | 3      | 0         | 3        | 0      | RR (2009)                          | 2009                                          |
| Guillermo Vilas       | 8              | 28     | 16        | 12       | 57,1   | V (1974)                           | 1974 à 1977, 1979 à 1982                      |
| Stanislas Wawrinka    | 4              | 15     | 7         | 8        | 46,7   | DF 3 (2013, 14, 15)                | 2013 à 2016                                   |
| Mats Wilander         | 7              | 19     | 9         | 10       | 47,5   | F (1987)                           | 1982 à 1988                                   |
| Alexander Zverev      | 7              | 27     | 17        | 10       | 63,0   | V 2 (2018, 21)                     | 2017 à 2021, 23, 24                           |

% de V. : pourcentage de victoires.

RR : Round Robin (matchs de poules).

### Comparaison avec le classement et les distinctions
| Année | Vainqueur du Masters | Premier du classement ATP | Joueur de l'année ATP | Champion du monde ITF |  |
| ----- | -------------------- | ------------------------- | --------------------- | --------------------- |  |
| 1970  | Stan Smith           |                           |                       |                       |  |
| 1971  | Ilie Năstase         |                           |                       |                       |  |
| 1972  | Ilie Năstase         |                           |                       |                       |  |
| 1973  | Ilie Năstase         | Ilie Năstase              |                       |                       |  |
| 1974  | Guillermo Vilas      | Jimmy Connors             |                       |                       |  |
| 1975  | Ilie Năstase         | Jimmy Connors             | Arthur Ashe           |                       |  |
| 1976  | Manuel Orantes       | Jimmy Connors             | Björn Borg            |                       |  |
| 1977  | Jimmy Connors        | Jimmy Connors             | Björn Borg            |                       |  |
| 1978  | John McEnroe         | Jimmy Connors             | Björn Borg            | Björn Borg            |  |
| 1979  | Björn Borg           | Björn Borg                | Björn Borg            | Björn Borg            |  |
| 1980  | Björn Borg           | Björn Borg                | Björn Borg            | Björn Borg            |  |
| 1981  | Ivan Lendl           | John McEnroe              | John McEnroe          | John McEnroe          |  |
| 1982  | Ivan Lendl           | John McEnroe              | Jimmy Connors         | Jimmy Connors         |  |
| 1983  | John McEnroe         | John McEnroe              | John McEnroe          | John McEnroe          |  |
| 1984  | John McEnroe         | John McEnroe              | John McEnroe          | John McEnroe          |  |
| 1985  | Ivan Lendl           | Ivan Lendl                | Ivan Lendl            | Ivan Lendl            |  |
| 1986  | Ivan Lendl           | Ivan Lendl                | Ivan Lendl            | Ivan Lendl            |  |
| 1987  | Ivan Lendl           | Ivan Lendl                | Ivan Lendl            | Ivan Lendl            |  |
| 1988  | Boris Becker         | Mats Wilander             | Mats Wilander         | Mats Wilander         |  |
| 1989  | Stefan Edberg        | Ivan Lendl                | Boris Becker          | Boris Becker          |  |
| 1990  | Andre Agassi         | Stefan Edberg             | Stefan Edberg         | Ivan Lendl            |  |
| 1991  | Pete Sampras         | Stefan Edberg             | Stefan Edberg         | Stefan Edberg         |  |
| 1992  | Boris Becker         | Jim Courier               | Jim Courier           | Jim Courier           |  |
| 1993  | Michael Stich        | Pete Sampras              | Pete Sampras          | Pete Sampras          |  |
| 1994  | Pete Sampras         | Pete Sampras              | Pete Sampras          | Pete Sampras          |  |
| 1995  | Boris Becker         | Pete Sampras              | Pete Sampras          | Pete Sampras          |  |
| 1996  | Pete Sampras         | Pete Sampras              | Pete Sampras          | Pete Sampras          |  |
| 1997  | Pete Sampras         | Pete Sampras              | Pete Sampras          | Pete Sampras          |  |
| 1998  | Àlex Corretja        | Pete Sampras              | Pete Sampras          | Pete Sampras          |  |
| 1999  | Pete Sampras         | Andre Agassi              | Andre Agassi          | Andre Agassi          |  |
| 2000  | Gustavo Kuerten      | Gustavo Kuerten           | Gustavo Kuerten       | Gustavo Kuerten       |  |
| 2001  | Lleyton Hewitt       | Lleyton Hewitt            | Lleyton Hewitt        | Lleyton Hewitt        |  |
| 2002  | Lleyton Hewitt       | Lleyton Hewitt            | Lleyton Hewitt        | Lleyton Hewitt        |  |
| 2003  | Roger Federer        | Andy Roddick              | Andy Roddick          | Andy Roddick          |  |
| 2004  | Roger Federer        | Roger Federer             | Roger Federer         | Roger Federer         |  |
| 2005  | David Nalbandian     | Roger Federer             | Roger Federer         | Roger Federer         |  |
| 2006  | Roger Federer        | Roger Federer             | Roger Federer         | Roger Federer         |  |
| 2007  | Roger Federer        | Roger Federer             | Roger Federer         | Roger Federer         |  |
| 2008  | Novak Djokovic       | Rafael Nadal              | Rafael Nadal          | Rafael Nadal          |  |
| 2009  | Nikolay Davydenko    | Roger Federer             | Roger Federer         | Roger Federer         |  |
| 2010  | Roger Federer        | Rafael Nadal              | Rafael Nadal          | Rafael Nadal          |  |
| 2011  | Roger Federer        | Novak Djokovic            | Novak Djokovic        | Novak Djokovic        |  |
| 2012  | Novak Djokovic       | Novak Djokovic            | Novak Djokovic        | Novak Djokovic        |  |
| 2013  | Novak Djokovic       | Rafael Nadal              | Rafael Nadal          | Novak Djokovic        |  |
| 2014  | Novak Djokovic       | Novak Djokovic            | Novak Djokovic        | Novak Djokovic        |  |
| 2015  | Novak Djokovic       | Novak Djokovic            | Novak Djokovic        | Novak Djokovic        |  |
| 2016  | Andy Murray          | Andy Murray               | Andy Murray           | Andy Murray           |  |
| 2017  | Grigor Dimitrov      | Rafael Nadal              | Rafael Nadal          | Rafael Nadal          |  |
| 2018  | Alexander Zverev     | Novak Djokovic            | Novak Djokovic        | Novak Djokovic        |  |
| 2019  | Stéfanos Tsitsipás   | Rafael Nadal              | Rafael Nadal          | Rafael Nadal          |  |
| 2020  | Daniil Medvedev      | Novak Djokovic            | Novak Djokovic        | Novak Djokovic        |  |
| 2021  | Alexander Zverev     | Novak Djokovic            | Novak Djokovic        | Novak Djokovic        |  |
| 2022  | Novak Djokovic       | Carlos Alcaraz            | Carlos Alcaraz        | Rafael Nadal          |  |
| 2023  | Novak Djokovic       | Novak Djokovic            | Novak Djokovic        | Novak Djokovic        |  |
| 2024  | Jannik Sinner        | Jannik Sinner             | Jannik Sinner         | Jannik Sinner         |  |

### Comparaison des différents Masters
Au cours des années, plusieurs circuits coexistaient et ont chacun eu leur tournoi où les meilleurs joueurs s'affrontaient, soit par leur classement dans ces circuits (ATP, WCT), soit par leurs résultats dans les tournois du Grand Chelem (ITF). Il s'agit des tournois suivants :
- le Masters organisé par l'ATP ;
- les WCT Finals organisé par le WCT, sauf les années où il était intégré au calendrier de l'ATP (de 1977 à 1981 et de 1985 à 1989) ;
- la Coupe du Grand Chelem organisée par l'ITF.

Le Masters WCT a offert une dotation plus importante que le Masters ATP en 1971, 1972, 1973, 1975, 1984 et 1985 (dotation identique en 1974, 1986, 1987). Dans les années où le WCT est intégré à l'ATP, 1985 est la seule année où le Masters WCT (500 000 $) est plus doté que l'ATP Masters (400 000 $). La Coupe du Grand Chelem offrait largement plus avec une dotation trois fois plus élevée entre 1990 et 1993 puis deux fois plus entre 1994 et 1998 et enfin 20 % de plus la dernière année en 1999.
Voici une comparaison de ces différents tournois les années où ils se concurrençaient :
| Année | Masters ATP     | Masters WCT   | Coupe du Grand Chelem ITF |
| ----- | --------------- | ------------- | ------------------------- |
| 1971  | Ilie Năstase    | Ken Rosewall  |                           |
| 1972  | Ilie Năstase    | Ken Rosewall  |                           |
| 1973  | Ilie Năstase    | Stan Smith    |                           |
| 1974  | Guillermo Vilas | John Newcombe |                           |
| 1975  | Ilie Năstase    | Arthur Ashe   |                           |
| 1976  | Manuel Orantes  | Björn Borg    |                           |
| 1982  | Ivan Lendl      | Ivan Lendl    |                           |
| 1983  | John McEnroe    | John McEnroe  |                           |
| 1984  | John McEnroe    | John McEnroe  |                           |
| 1990  | Andre Agassi    |               | Pete Sampras              |
| 1991  | Pete Sampras    |               | David Wheaton             |
| 1992  | Boris Becker    |               | Michael Stich             |
| 1993  | Michael Stich   |               | Petr Korda                |
| 1994  | Pete Sampras    |               | Magnus Larsson            |
| 1995  | Boris Becker    |               | Goran Ivanišević          |
| 1996  | Pete Sampras    |               | Boris Becker              |
| 1997  | Pete Sampras    |               | Pete Sampras              |
| 1998  | Àlex Corretja   |               | Marcelo Ríos              |
| 1999  | Pete Sampras    |               | Greg Rusedski             |

### Vainqueur sans perdre de match
- 5 :  Ivan Lendl 5 matchs en 1981, 1986 et 1987 (4 matchs en 2 sets gagnants et 1 match en 3 sets gagnants), 4 matchs en 1982 et 1985 (3 matchs en 2 sets gagnants et 1 match en 3 sets gagnants)
- 5 :  Roger Federer 5 matchs en 2003 et 2006 (4 matchs en 2 sets gagnants et 1 match en 3 sets gagnants), 5 matchs en 2004, 2010 et 2011 (5 matchs en 2 sets gagnants)
- 4 :  Novak Djokovic 5 matchs en 2012, 2013, 2014 et 2022 (5 matchs en 2 sets gagnants)
- 3 :  John McEnroe 5 matchs en 1978 (5 matchs en 2 sets gagnants), 3 matchs en 1983 et 1984 (2 matchs en 2 sets gagnants et 1 match en 3 sets gagnants)
- 2 :  Ilie Năstase 6 matchs en 1971 (6 matchs en 2 sets gagnants dont 1 par forfait), 5 matchs en 1972 (3 matchs en 2 sets gagnants et 2 matchs en 3 sets gagnants)
- 1 :  Guillermo Vilas 5 matchs en 1974 (3 matchs en 2 sets gagnants et 2 matchs en 3 sets gagnants)
- 1 :  Michael Stich 5 matchs en 1993 (4 matchs en 2 sets gagnants et 1 match en 3 sets gagnants)
- 1 :  Lleyton Hewitt 5 matchs en 2001 (4 matchs en 2 sets gagnants et 1 match en 3 sets gagnants)
- 1 :  Björn Borg 5 matchs en 1979 (5 matchs en 2 sets gagnants)
- 1 :  Grigor Dimitrov 5 matchs en 2017 (5 matchs en 2 sets gagnants)
- 1 :  Daniil Medvedev 5 matchs en 2020 (5 matchs en 2 sets gagnants)
- 1 :  Jannik Sinner 5 matchs en 2024 (5 matchs en 2 sets gagnants)

### Vainqueur sans perdre de set
- 3 :  Ivan Lendl 1982 (3 matchs), 1985 (4 matchs), 1986 (5 matchs). Il a gagné onze matchs consécutifs sans perdre un set, record d'invincibilité.
- 1 :  John McEnroe 1983 (3 matchs).
- 1 :  Jannik Sinner 2024 (5 matchs).

### Divers
Mis à jour après l'édition 2024 :
- Vainqueur en simple et en double : John McEnroe (la même année en 1978, 1984, 1985), Manuel Orantes et Stefan Edberg.
- Vainqueur lors de leur première participation : John McEnroe 1978, Alex Corretja 1998, Grigor Dimitrov 2017, Stéfanos Tsitsipás 2019.
- Depuis 1973 et le classement ATP, le no 1 mondial pendant le Masters a remporté le titre 22 fois sur 52 (42 % des cas).
- Depuis 1973 et le classement ATP, le no 1 mondial en fin d'année a remporté le titre 24 fois sur 52 (46 % des cas).
- Depuis 1973 et le classement ATP, la tête de série no 1 a remporté le titre 23 fois sur 55 (44 % des cas).
- En 2000 et 2001, le numéro 1 perd sa place à l'issue du Masters pour finir l'année numéro 2. 
2000 : Gustavo Kuerten passe devant Marat Safin en gagnant la finale contre Andre Agassi. 
2001 : Lleyton Hewitt passe devant Gustavo Kuerten en gagnant la demi-finale contre Juan Carlos Ferrero (Il remporte ensuite le titre face à Sébastien Grosjean).
- En 1995, 2000, 2001, 2008, 2017 et 2019 le vainqueur de l'édition n'a pas battu la tête de série no 1 au cours du tournoi.
En 2017, Dimitrov remporte le Masters sans avoir a rencontrer la tête de série numéro 1 Nadal, pourtant dans sa poule, car celui-ci a du déclarer forfait pour son 3e match.
En 1995 et 2019 le vainqueur a perdu contre le no 1 en poule puis remporté le titre sans avoir à le rencontrer de nouveau.
- Le numéro 1 mondial est absent en 1974, 1975, 1976 (Jimmy Connors), 1991 (Stefan Edberg), 2008 (Rafael Nadal) et 2022 (Carlos Alcaraz). 
Prennent leurs places : en 1974 John Newcombe no 2, 1975 Guillermo Vilas no 2, 1976 Manuel Orantes no 4, 1991 Jim Courier no 2, 2008 Roger Federer no 2, 2022 Rafael Nadal no 2.
- 1974, 2016 et 2017 sont les seules éditions où tous les joueurs sont de nationalités différentes. En 2016, avec l'entrée d'un remplaçant, 9 nationalités ont joué ; avec les remplaçants, il y avait en tout 10 nationalités. En 2019 et 2021 seul l'Europe est représentée, remplaçant inclus.
- Victoire à domicile. États-Unis : Jimmy Connors en 1977 et John McEnroe en 1978, 1983, 1984 ; Allemagne : Boris Becker en 1992, 1995 et Michael Stich en 1993 ; Australie : Lleyton Hewitt en 2001 ; Royaume-Uni : Andy Murray en 2016 ; Italie : Jannik Sinner en 2024.
- Finale avec deux joueurs du même pays : États-Unis (1978 John McEnroe bat Arthur Ashe) (1991 Pete Sampras bat Jim Courier) (1999 Pete Sampras bat Andre Agassi), Espagne (1998 Àlex Corretja bat Carlos Moyà). Même langue : Stan Smith (États-Unis) et (Rod Laver Australie).
- Joueurs no 1 ATP en fin d'année qui n'ont pas remporté le Masters : Mats Wilander (1 finale), Jim Courier (2 finale), Andy Roddick (3 demi-finale), Rafael Nadal (2 finale), Carlos Alcaraz (1 demi-finale).
- Joueurs titrés au Masters qui n'ont jamais remportés un tournoi du Grand Chelem : Alexander Zverev, Stéfanos Tsitsipás et Àlex Corretja (2 finales en Grand Chelem), David Nalbandian (1 finale en Grand Chelem), Nikolay Davydenko et Grigor Dimitrov (demi-finalistes en Grand Chelem).
- Roger Federer détient le record du nombre de matchs gagnés consécutivement en matchs de poule au Masters, soit 15 matchs de 2002 à 2007.
- En 1976, 1996, 1997 et 2009, aucun joueur n'est invaincu à la fin des poules.
- Novak Djokovic détient le record du nombre de matchs gagnés consécutivement, soit 15 matchs de 2012 à 2015.
- Rencontre entre deux joueurs : 6 fois, Sampras / Agassi, Sampras / Becker et Federer / Djokovic.
- Joueurs entrés en tant que remplaçant : 1996 : Thomas Enqvist (2 matches) ; 1997 : Thomas Muster, Tim Henman (tous deux 1 match) ; 1998 : Greg Rusedski, Albert Costa (tous deux 2 matches) ; 2002 : Thomas Johansson (1 match) ; 2005 : Fernando González (2 matches) ; 2008 : Radek Štěpánek (2 matches) ; 2011 : Janko Tipsarević (2 matches) ; 2014 : David Ferrer (1 match) ; 2016 : David Goffin (1 match) ; 2017 : Pablo Carreño Busta (2 match); 2021 : Jannik Sinner (2 match) et Cameron Norrie (2 match); 2023 : Hubert Hurkacz (1 match).
- Vainqueur après avoir sauvé une balle de match : en demi-finale, 1998 Àlex Corretja sauve 3 balles de match contre Pete Sampras 4-6, 6-3, 7-63 (et remporte la finale sur un come back de 2 sets à 0) et 2016 Andy Murray sauve 1 balle de match contre Milos Raonic (et remporte la finale) ; en finale : en 1978 John McEnroe sauve 1 balle de match contre Arthur Ashe et en 1981 Ivan Lendl sauve 1 balle de match contre Vitas Gerulaitis.
- Tim Henman (1998 et 2004) et Richard Gasquet (2007 et 2013) ont passé 6 ans entre deux participations au Masters.
- Plus long match : 1988, Boris Becker bat Ivan Lendl, 5-7, 7-65, 3-6, 6-2, 7-65 en 4 h 42. En 2 sets gagnants : Andy Murray bat Milos Raonic, 5-7, 7-65, 7-69 en 3 h 38.

### Double rencontre
À cause du format particulier de ce tournoi, deux joueurs peuvent se rencontrer lors des phases de poule puis en finale. Ceci s'est déroulé à 21 reprises sur 36 éditions avec cette formule, le perdant ayant pris sa revanche à 11 reprises (61 % des cas).
- Pete Sampras a retourné la situation à son avantage en finale à 3 reprises (2 fois contre Boris Becker et 1 fois contre Andre Agassi).
- Boris Becker a subi 3 fois un retournement de situation entre la phase de poule et la finale (2 fois contre Pete Sampras et 1 fois contre Stefan Edberg).
- John McEnroe en 1978 et Ivan Lendl en 1981 sauvent 1 balle de match pendant la finale.
- En 2003, Roger Federer sauve 1 balle de match en poule contre Andre Agassi.
- En 1987, le 1er et le 2e de la même poule se rencontraient entre eux lors des demi-finales. Ivan Lendl a rencontré et battu Brad Gilbert 2 fois et Mats Wilander, battu par Stefan Edberg en poule, prend sa revanche en demi-finale.

| Année | Vainqueur du Masters | Match de poule                       | Finale                                 |
| ----- | -------------------- | ------------------------------------ | -------------------------------------- |
| 1976  | Orantes              | perd contre Fibak 7-5, 7-6           | bat Fibak 5-7, 6-2, 0-6, 7-6, 6-1      |
| 1978  | McEnroe              | bat Ashe 6-3, 6-1                    | bat Ashe 6-7, 6-3, 7-5                 |
| 1981  | Lendl                | bat Gerulaitis 4-6, 7-5, 6-2         | bat Gerulaitis 6-7, 2-6, 7-6, 6-2, 6-4 |
| 1989  | Edberg               | perd contre Becker 6-1, 6-4          | bat Becker 4-6, 7-6, 6-3, 6-1          |
| 1990  | Agassi               | perd contre Edberg 7-6, 4-6, 7-6     | bat Edberg 5-7, 7-6, 7-5, 6-2          |
| 1994  | Sampras              | perd contre Becker 7-5, 7-5          | bat Becker 4-6, 6-3, 7-5, 6-4          |
| 1996  | Sampras              | perd contre Becker 7-6, 7-6          | bat Becker 3-6, 7-6, 7-6, 6-7, 6-4     |
| 1999  | Sampras              | perd contre Agassi 6-2, 6-2          | bat Agassi 6-1, 7-5, 6-4               |
| 2000  | Kuerten              | perd contre Agassi 4-6, 6-4, 6-3     | bat Agassi 6-4, 6-4, 6-4               |
| 2001  | Hewitt               | bat Grosjean 3-6, 6-2, 6-3           | bat Grosjean 6-3, 6-3, 6-4             |
| 2003  | Federer              | bat Agassi 6-7, 6-3, 7-6             | bat Agassi 6-3, 6-0, 6-4               |
| 2004  | Federer              | bat Hewitt 6-3, 6-4                  | bat Hewitt 6-3, 6-2                    |
| 2005  | Nalbandian           | perd contre Federer 6-3, 2-6, 6-4    | bat Federer 6-7, 6-7, 6-2, 6-1, 7-6    |
| 2008  | Djokovic             | bat Davydenko 7-6, 0-6, 7-5          | bat Davydenko 6-1, 7-5                 |
| 2011  | Federer              | bat Tsonga 6-2, 2-6, 6-4             | bat Tsonga 6-3, 6-7, 6-3               |
| 2015  | Djokovic             | perd contre Federer 7-5, 6-2         | bat Federer 6-3, 6-4                   |
| 2017  | Dimitrov             | bat Goffin 6-0, 6-2                  | bat Goffin 7-5, 4-6, 6-3               |
| 2018  | Zverev               | perd contre Djokovic 6-4, 6-1        | bat Djokovic 6-4, 6-3                  |
| 2021  | Zverev               | perd contre Medvedev 3-6, 7-63, 66-7 | bat Medvedev 6-4, 6-4                  |
| 2023  | Djokovic             | perd contre Sinner 5-7, 7-65, 62-7   | bat Sinner 6-3, 6-3                    |
| 2024  | Sinner               | bat Fritz 6-4, 6-4                   | bat Fritz 6-4, 6-4                     |

### Remplaçant
Avant le début du tournoi, si un des 8 meilleurs joueurs au classement ATP est forfait, c'est le joueur le mieux placé au classement qui le remplace, le no 9 s'il accepte, sinon le no 10 et ainsi de suite. C'est ainsi qu'en 2008 Radek Štěpánek joue comme remplaçant avec le no 27 et que Nicolas Kiefer no 35 est présent en tant que 2e remplaçant.

Si un joueur déclare forfait lors du Masters mais avant son premier match, il est remplacé sans que cela ne perturbe la compétition.

Un remplaçant peut également entrer en jeu lorsqu'un forfait est déclaré après le premier ou le deuxième match, lors des poules où chaque joueur dispute trois matchs. Le remplaçant ne bénéficie pas des victoires du joueur forfait, il est donc difficile pour lui de se qualifier. Si un des deux joueurs qualifiés pour les demi-finales est forfait après son deuxième ou juste après son dernier match, ce sera le joueur classé troisième qui ira en demi-finale à sa place ; mais si un des quatre demi-finalistes déclare forfait juste avant son match les deux remplaçants devront jouer un match exhibition entre eux. Jamais un remplaçant en cours de compétition n'a dépassé les poules (Round Robin). En 1998, Greg Rusedski a remporté ses deux matchs (2-0) tandis que deux autres joueurs de sa poule avaient fait de même (2-1 chacun) mais ils étaient prioritaires car ayant joué trois matchs. Les deux remplaçants qui acceptent de faire le déplacement reçoivent une rémunération même sans jouer (192 000 euros).
- Exemple de qualification en ne jouant que deux matchs. A est forfait après son premier match, il est remplacé par E :

| Joueur | A   | B   | C   | D   | E   |     |   |
| ------ | --- | --- | --- | --- | --- | --- | - |
| A      |     | 0-1 | -   | -   | -   | 0-1 | F |
| B      | 1-0 |     | 1-0 | 1-0 | -   | 3-0 | 1 |
| C      | -   | 0-1 |     | 1-0 | 0-1 | 1-2 | 3 |
| D      | -   | 0-1 | 0-1 |     | 0-1 | 0-3 | 4 |
| E      | -   | -   | 1-0 | 1-0 |     | 2-0 | 2 |

| Joueur | A   | B   | C   | D   | E   |     |   |
| ------ | --- | --- | --- | --- | --- | --- | - |
| A      |     | 0-1 | -   | -   | -   | 0-1 | F |
| B      | 1-0 |     | 1-0 | 0-1 | -   | 2-1 | 1 |
| C      | -   | 0-1 |     | 1-0 | 0-1 | 1-2 | 3 |
| D      | -   | 1-0 | 0-1 |     | 0-1 | 1-2 | 3 |
| E      | -   | -   | 1-0 | 1-0 |     | 2-0 | 2 |

| Joueur | A   | B   | C   | D   | E   |     |   |
| ------ | --- | --- | --- | --- | --- | --- | - |
| A      |     | 1-0 | -   | -   | -   | 1-0 | F |
| B      | 0-1 |     | 1-0 | 0-1 | -   | 1-2 | 2 |
| C      | -   | 0-1 |     | 1-0 | 0-1 | 1-2 | 2 |
| D      | -   | 1-0 | 0-1 |     | 0-1 | 1-2 | 2 |
| E      | -   | -   | 1-0 | 1-0 |     | 2-0 | 1 |